# Arvid Brenner

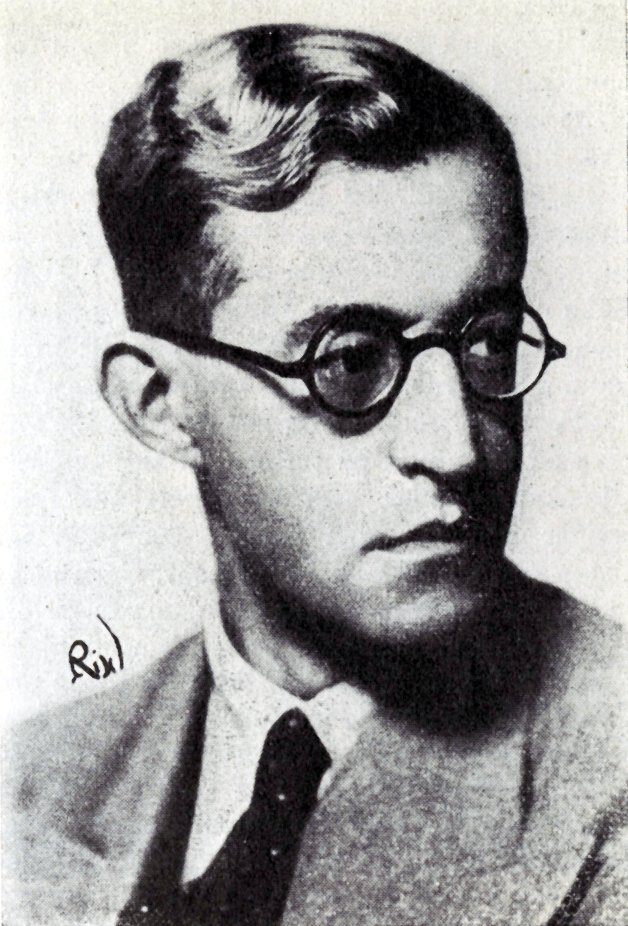
Arvid Brenner

Fritz Helge Heerberger (Berlijn, 6 juli 1907 - Stockholm, 3 januari 1975), pseudoniem Arvid Brenner, was een Duits-Zweedse schrijver van romans en korte verhalen. 

## Leven en werk
Brenner groeide op in Berlijn, in het gezin van een Duitse vader en een Zweedse moeder. Ondanks zijn jeugd in Berlijn heeft hij zich altijd Zweeds gevoeld; ook in Duitsland schreef hij al in het Zweeds. Wegens zijn afkeer van het nationaalsocialisme en de politieke ontwikkelingen in Duitsland verruilde hij in maart 1933 Berlijn voor Stockholm. In de jaren 40 genoot Brenner redelijke bekendheid in Noord-Europa, maar daarna is hij enigszins in de vergetelheid geraakt. Brenner was vanaf 1949 getrouwd met de Zweedse actrice Eva Malmquist (1910–1985). Brenner stierf in 1975 in Stockholm.